# Alexandru Nyisztor
Alexandru Nyisztor (n. 27 iunie 1979, Satu Mare) este un scrimer olimpic român specializat pe spadă.

## Carieră
Alexandru Nyisztor s-a apucat de scrima la vârsta de nouă ani sub îndrumarea Marcelei Moldovan, mai întâi la floretă. În anul 1993 a folosit-o pe antrenoarea lui la CS „Crișul” Oradea și a început să tragă la spadă cu antrenorul Nicolae Ille. În anul 1994 i-a fost propus să ajungă lotul național de spadă la Craiova și, în același timp, lotul național de floretă la Satu Mare. A ales spada. A cucerit bronzul la Campionatul Mondial pentru cadeți din 1996 și la Campionatul Mondial pentru juniori din 1999.
La categoria de seniori, a ajuns în sferturile de finală la Campionatul European din 2001, unde a pierdut împotrivă rusului Pavel Kolobkov, și din nou la cel din 2002, pierzând de această dată cu maghiarul Gábor Boczkó. A cucerit prima sa medalie de Cupa Mondială cu bronzul la Grand Prix-ul de la Bratislava din 2003, dar nu s-a putut înscrie în timp la Campionatul Mondial din același an din cauza întârzierii delegației României. Totuși, s-a calificat la Jocurile Olimpice din 2004 de la Atena, ajungând în finală la turneul de calificare de la Gent. A devenit primul scrimer care a reprezentat România la spada masculin la Jocurile Olimpice. A trecut în primul tur de ucraineanul Bohdan Nikișîn, dar a fost eliminat în tabloul de 32 de italianul Alfredo Rota.
A ajuns din nou în sferturile de finală la Campionatul European din 2005 de la Zalaegerszeg, fiind învins de proaspătul campion olimpic Marcel Fischer. S-a clasat pe cei mai buni opt la Campionatul Mondial din 2006, învingând succesiv pe olandezul Bas Verwijlen și pe ucraineanul Maksîm Hvorost. A fost eliminat de chinezul Lei Wang, care a câștigat aurul în cele din urmă.
Anii următori au fost slabi pentru el. Nu a putut ajunge tabloul final de 64 la Campionatul Mondial din 2007 și nici s-a calificat la Jocurile Olimpice din 2008 de la Beijing. În paralel cu cariera de sportiv de performanță, a devenit antrenor lotului de juniori și antrenor secund lui Nicolae Ille la CSM Oradea. În anul 2010 a plecat de la club din cauza controversei stârnită de comportamentul său la Campionatul național, când CSM Oradea a pierdut titlul pe echipe. După aceea s-a transferat la CSU Târgu Mureș.
În anul 2011 a câștigat turneul satelit de la Split. A luat parte la Campionatul Mondial din 2011 la Catania, dar a pierdut în primul tur cu norvegianul Sturla Torkildsen. S-a oprit la fel de repede la ediția din 2013, fiind învins de liderul mondial Max Heinzer de data acesta.

## Legături externe
- Prezentare Arhivat în 2 aprilie 2015, la Wayback Machine. la Confederația Europeană de Scrimă
- Alexandru Nyisztor la Sports-Reference.com (arhivat la 1 aprilie 2020)